# Liste der Biografien/Vis
Liste der Biografien |
Portal Biografien |
Personensuche
# |
A |
B |
C |
D |
E |
F |
G |
H |
I |
J |
K |
L |
M |
N |
O |
P |
Q |
R |
S |
T |
U |
V |
W |
X |
Y |
Z |
?
 
Va |
Vd |
Ve |
Vh |
Vi |
Vj |
Vl |
Vn |
Vo |
Vr |
Vs |
Vt |
Vu |
Vy
 
Via |
Vib |
Vic |
Vid |
Vie |
Vif |
Vig |
Vih |
Vii |
Vij |
Vik |
Vil |
Vim |
Vin |
Vio |
Vip |
Viq |
Vir |
Vis |
Vit |
Viu |
Viv |
Vix |
Viy |
Viz
Die Liste der Biografien führt alle Personen auf, die in der deutschsprachigen Wikipedia einen Artikel haben. Dieses ist eine Teilliste mit 326 Einträgen von Personen, deren Namen mit den Buchstaben „Vis“ beginnt.

## Vis
- Vis, Caroline (* 1970), niederländische Tennisspielerin
- Vis, Fiderd (* 1981), arubanischer Judoka
- Vis, Jacob (* 1940), niederländischer Schriftsteller
- Vis, Lucas (* 1947), niederländischer Dirigent und Komponist
- Vis, Marja (* 1977), niederländische Eisschnellläuferin
- Vis, Russell (1900–1990), US-amerikanischer Ringer

### Visa
- Višacki, Đorđe (* 1975), serbischer Ruderer
- Visage, Bertrand (* 1952), französischer Schriftsteller
- Visage, Michelle (* 1968), US-amerikanische Radio- und Fernsehmoderatorin, Sängerin und SchauspielerinMichelle Visage (* 1968)

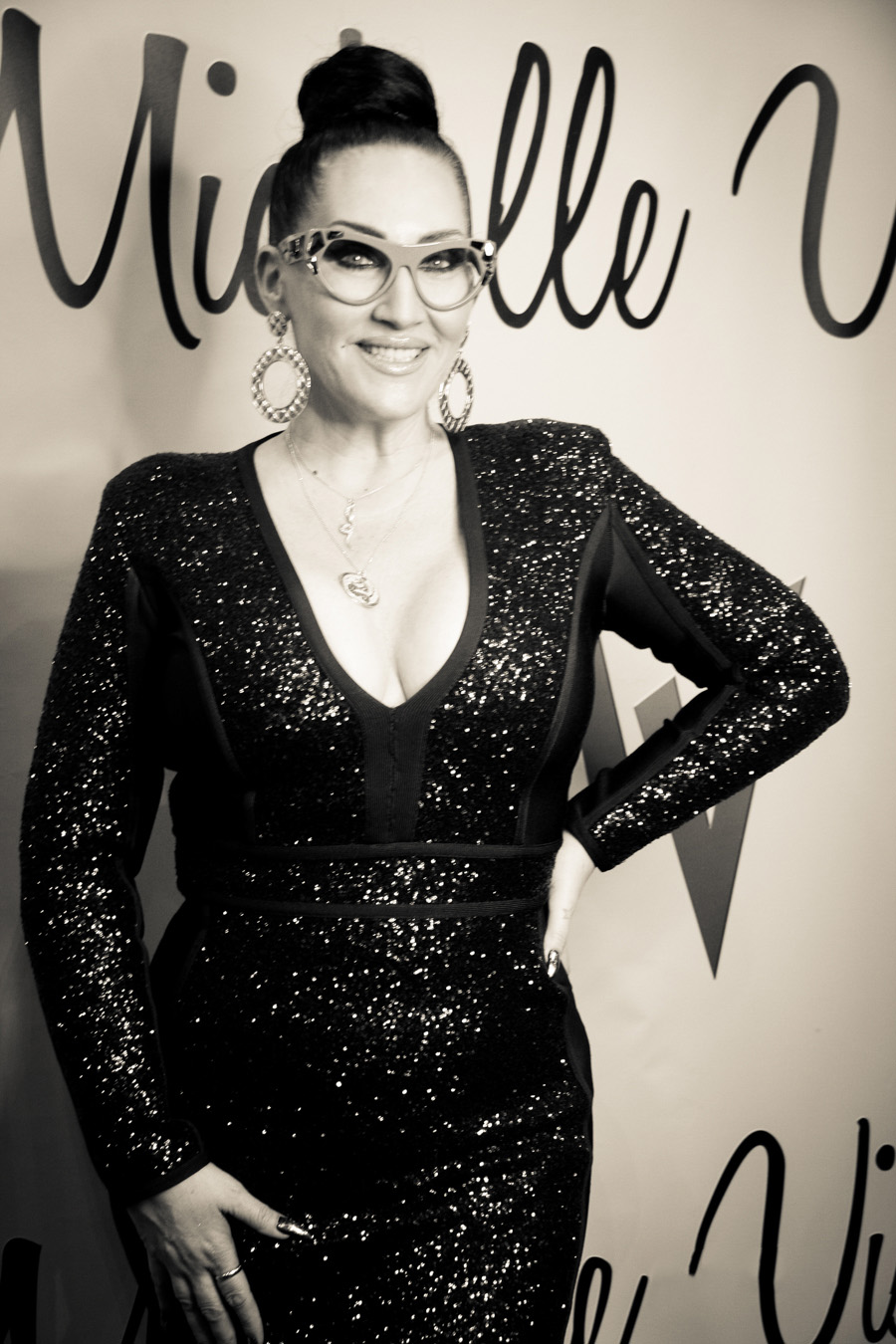
Michelle Visage (* 1968)

- Visakavičius, Marijonas (1944–2019), litauischer Politiker
- Visalga, Gintaras (* 1974), litauischer Forstmann
- Visanusak Kaewruang (* 1984), thailändischer Fußballspieler
- Visart de Bocarmé, Hippolyte (1818–1851), belgischer Adliger und verurteilter Mörder
- Visarut Vaingan (* 1991), thailändischer Fußballspieler

### Visb
- Visbal, Kristen (* 1962), US-amerikanische Bildhauerin
- Visbeck, Martin (* 1963), deutscher Ozeanograph und Klimaforscher
- Visbeck, Michael von, Domherr in Münster
- Visbeck-Liebers, Dorit (* 1969), deutsche Biologin

### Visc
- Visca, Carolina (* 2000), italienische Speerwerferin
- Višća, Edin (* 1990), bosnisch-herzegowinischer Fußballspieler
- Viscaal, Bent (* 1999), niederländischer Automobilrennfahrer
- Viscaal, Eric (* 1968), niederländischer Fußballspieler
- Viscardi, Antonio (1900–1972), italienischer Romanist
- Viscardi, Bartolomeo, Schweizer Baumeister und Architekt des Frühbarock, der überwiegend in Bayern arbeitete
- Viscardi, Giovanni Antonio (1645–1713), schweizerischer Baumeister des Barock der überwiegend in Bayern arbeitete
- Viscarra Monje, Humberto (1898–1971), bolivianischer Komponist
- Viscarra, Pedro de, spanischer Jurist und Soldat
- Visch, Henk (* 1950), niederländischer Bildhauer
- Visch, Karel de (1596–1666), zisterziensischer Historiker
- Vischer, Adolf Lukas (1884–1974), Schweizer Mediziner
- Vischer, August (1821–1898), deutscher Historienmaler
- Vischer, Caspar (1510–1579), deutscher Architekt
- Vischer, Daniel (1950–2017), Schweizer Politiker (Grüne)
- Vischer, Daniel L. (* 1932), Schweizer Wasserbauingenieur und Hochschullehrer
- Vischer, Dominik (* 1965), deutscher Fernsehmoderator
- Vischer, Eberhard (1865–1946), schweizerischer evangelisch-reformierter Theologe
- Vischer, Eduard (1843–1929), Schweizer Architekt
- Vischer, Eduard (1903–1996), Schweizer Historiker
- Vischer, Engelbert († 1723), Abt des Klosters Aldersbach
- Vischer, Florian (1919–2000), Schweizer Architekt
- Vischer, Frank (1923–2015), Schweizer Rechtswissenschaftler
- Vischer, Friedrich Theodor (1807–1887), deutscher Schriftsteller und PolitikerFriedrich Theodor Vischer (1807–1887)

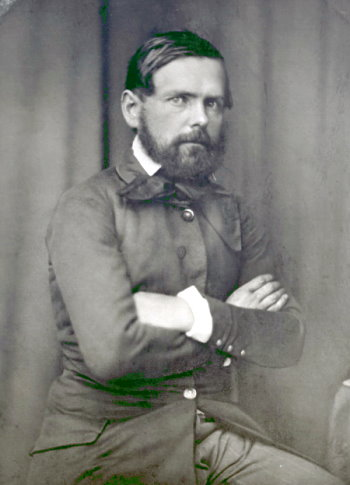
Friedrich Theodor Vischer (1807–1887)

- Vischer, Georg, deutscher Maler und Hofmaler von Maximilian I. in München
- Vischer, Georg Friedrich (1738–1789), württembergischer Lehrer und Bibliothekar
- Vischer, Georg Matthäus (1628–1696), österreichischer Topograph, Kartograf und Geistlicher
- Vischer, Gustav (1846–1920), deutscher Manager, Vorstandsvorsitzender der Daimler-Motoren-Gesellschaft
- Vischer, Hanns (1876–1945), Schweizer Afrikaforscher
- Vischer, Hans († 1550), deutscher Bildhauer und Erzgießer
- Vischer, Heiner (* 1956), Schweizer Politiker (LDP)
- Vischer, Hermann der Ältere († 1488), deutscher Künstler und Kunsthandwerker
- Vischer, Hermann der Jüngere (1486–1516), deutscher Maler und Bildhauer
- Vischer, Johann Jakob (1914–1985), Schweizer Bauingenieur und Berufsoffizier (Korpskommandant)
- Vischer, Johann Martin (1751–1801), württembergischer Kaufmann und Handelsherr
- Vischer, Johannes (1524–1587), deutscher Mediziner
- Vischer, Lukas (1780–1840), Schweizer Geschäftsmann und Amateur-Künstler
- Vischer, Lukas (1926–2008), reformierter Theologe und Ökumeniker
- Vischer, Martin (* 1981), Schweizer Schauspieler
- Vischer, Melchior (1895–1975), deutscher Schriftsteller und Regisseur böhmischer Herkunft
- Vischer, Peter der Ältere († 1529), deutscher Bildhauer und ErzgießerPeter Vischer der Ältere († 1529)

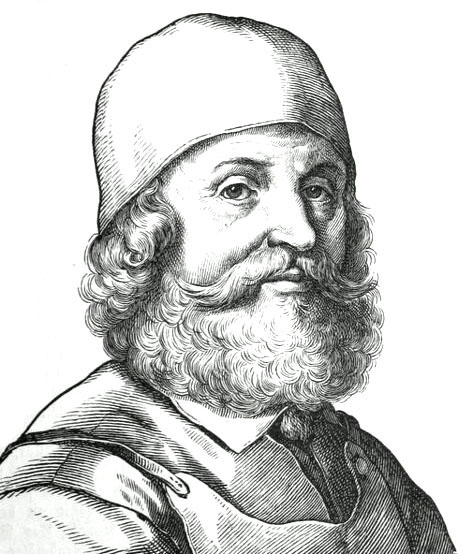
Peter Vischer der Ältere († 1529)

- Vischer, Peter der Jüngere (1487–1528), deutscher Bildhauer und Medailleur
- Vischer, Robert (1847–1933), deutscher Kunsthistoriker und Ästhetiker
- Vischer, Rüdiger (1936–2017), deutscher Altphilologe
- Vischer, Ulrich (* 1951), Schweizer Rechtsanwalt und Politiker (LDP)
- Vischer, Wilhelm (1833–1886), Schweizer Historiker und Politiker
- Vischer, Wilhelm (1890–1960), Schweizer Botaniker
- Vischer, Wilhelm (1895–1988), Schweizer Pastor und Theologe
- Vischer-Alioth, Elisabeth (1892–1963), Schweizer Frauenrechtlerin
- Vischer-Bilfinger, Wilhelm (1808–1874), Schweizer klassischer Philologe
- Vischering, Adolf Heidenreich Droste zu (1769–1826), Amtsdroste in Ahaus und Horstmar
- Vischlin, Friedrich (1566–1626), deutscher Baumeister
- Visclosky, Pete (* 1949), US-amerikanischer Politiker
- Visco, Ignazio (* 1949), italienischer Ökonom und Notenbanker
- Visco, Salvatore (* 1948), italienischer Geistlicher, römisch-katholischer Erzbischof von Capua
- Viscome, George R. (* 1956), US-amerikanischer Amateurastronom
- Visconte, Rocky (* 1990), australischer Fußballspieler
- Visconti Borromeo Arese, Giulio (1664–1750), italienischer Diplomat
- Visconti di Modrone, Giammaria (1935–2015), italienischer Unternehmer und Funktionär
- Visconti di Modrone, Leonardo (* 1947), italienischer Diplomat
- Visconti Prasca, Sebastiano (1883–1961), italienischer Generalleutnant
- Visconti, Adriano (1905–1945), italienischer Pilot im Zweiten Weltkrieg
- Visconti, Alfonso (1552–1608), römisch-katholischer Bischof und Kardinal
- Visconti, Ambrogio († 1373), italienischer Condottiere
- Visconti, Antonia († 1405), Gräfin von Württemberg
- Visconti, Antonio Eugenio (1713–1788), Kardinal der Römischen Kirche
- Visconti, Azzo (1302–1339), Kaiserlicher Vikar, Stadtherr von Mailand
- Visconti, Bernabò († 1385), Herr von MailandBernabò Visconti († 1385)

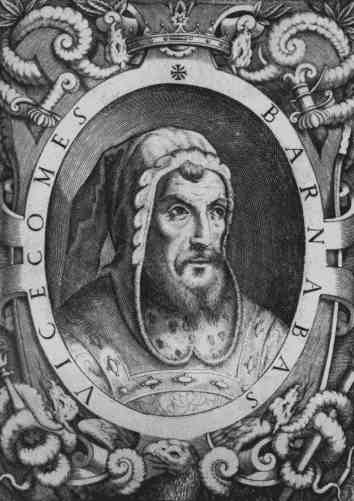
Bernabò Visconti († 1385)

- Visconti, Bianca Maria (1425–1468), Herzogin von Mailand
- Visconti, Carlo Lodovico (1818–1894), italienischer Klassischer Archäologe
- Visconti, Elisabetta (1374–1432), Herzogin von Bayern-München
- Visconti, Ennio Quirino (1751–1818), italienischer Archäologe
- Visconti, Ercole (1646–1712), italienischer Geistlicher, Titularerzbischof und päpstlicher Diplomat
- Visconti, Eriprando (1932–1995), italienischer Filmregisseur
- Visconti, Federico (1617–1693), italienischer Erzbischof und Kardinal
- Visconti, Filippo Aurelio (1754–1831), italienischer Archäologe
- Visconti, Filippo Maria (1392–1447), Regent von Pavia, Herzog von Mailand
- Visconti, Filippo Maria (1721–1801), italienischer Geistlicher, Erzbischof von Mailand
- Visconti, Francesco († 1681), italienischer Geistlicher und Bischof
- Visconti, Galeazzo I. (1277–1328), Regent von Mailand (1322–1328)
- Visconti, Galeazzo II. († 1378), Gründer der Universität Pavia und ein begabter Diplomat
- Visconti, Gary (* 1945), US-amerikanischer Eiskunstläufer
- Visconti, Gasparo (* 1683), italienischer Violinist und Komponist
- Visconti, Gian Galeazzo (1351–1402), Herrscher von Mailand aus dem Hause ViscontiGian Galeazzo Visconti (1351–1402)

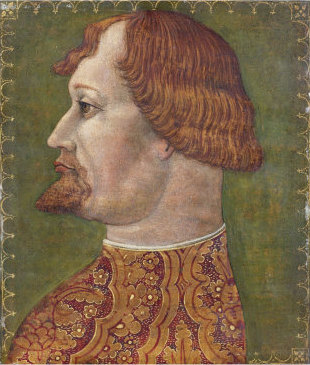
Gian Galeazzo Visconti (1351–1402)

- Visconti, Giovanni (1290–1354), italienischer Kardinal und Herr von Mailand
- Visconti, Giovanni (* 1983), italienischer Radrennfahrer
- Visconti, Giovanni Battista (1644–1713), italienischer Geistlicher und Bischof von Novara
- Visconti, Giovanni Battista (1722–1784), italienischer Klassischer Archäologe
- Visconti, Giovanni Francesco Marazzani (1755–1829), italienischer Geistlicher
- Visconti, Giovanni Maria (1388–1412), Herzog von Mailand
- Visconti, Hannibal von (1660–1747), k.k. Feldmarschall
- Visconti, Ignazio (1682–1755), Generaloberer der Societas Jesu (Jesuitenorden)
- Visconti, Lodrisio († 1364), italienischer Condottiere, Herr von Castelseprio und Crenna
- Visconti, Louis (1791–1853), französischer Architekt
- Visconti, Luchino (1906–1976), italienischer Schriftsteller, Theater- und FilmregisseurLuchino Visconti (1906–1976)

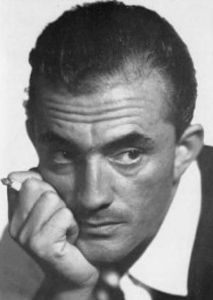
Luchino Visconti (1906–1976)

- Visconti, Maddalena († 1404), Herzogin von Bayern-Landshut
- Visconti, Marco (1353–1382), Herr von Mailand
- Visconti, Marco I. († 1329), italienischer Politiker
- Visconti, Matteo II. († 1355), Herrscher über Bologna, Lodi, Piacenza und Parma
- Visconti, Onorato († 1645), italienischer römisch-katholischer Geistlicher und päpstlicher Diplomat
- Visconti, Ottone (1207–1295), Begründer der Macht der Familie Visconti in Mailand und der Lombardei
- Visconti, Pietro Ercole (1802–1880), italienischer Klassischer Archäologe
- Visconti, Stefano (1288–1327), italienischer Adeliger
- Visconti, Taddea († 1381), erste Ehefrau Herzog Stephans III. von Bayern
- Visconti, Tony (* 1944), britisch-US-amerikanischer Musikproduzent und Musiker
- Visconti, Valentina († 1408), Tochter von Gian Galeazzo Visconti
- Visconti, Viridis († 1414), Herzogin von Mailand und Herzogin von Österreich
- Visconti-Venosta, Emilio (1829–1914), italienischer Politiker, Mitglied der Camera dei deputati
- Visconti-Venosta, Giovanni (1831–1906), österreichisch-italienischer Autor und Politiker
- Viscopoleanu, Viorica (* 1939), rumänische Leichtathletin
- Viscovich, Marco (* 2001), italienischer Beachvolleyballspieler

### Visd
- Visdelou, Claude (1656–1737), französischer Jesuit, Missionar und Sinologe sowie Indologe

### Vise
- Visé, Jean Donneau de (1638–1710), französischer Schriftsteller und Publizist
- Visée, Robert de († 1730), Musiker und Sänger in Frankreich
- Víšek, Jan (1890–1966), tschechischer Architekt und Hochschullehrer
- Visellius Varro, Gaius, römischer Konsul 12
- Visellius Varro, Lucius, römischer Konsul im Jahr 24
- Visentin, Mark (* 1992), kanadischer Eishockeytorwart
- Visentini, Antonio (1688–1782), italienischer Architekt und Maler
- Visentini, Bruno (1914–1995), italienischer Politiker, Mitglied der Camera dei deputati, MdEP
- Visentini, Luca (* 1969), italienischer Gewerkschafter und Dichter, Generalsekretär des Europäischen Gewerkschaftsbundes
- Visentini, Paola (* 1966), italienische Prähistorikerin
- Visentini, Roberto (* 1957), italienischer Radrennfahrer
- Višeslav, serbischer Groß-Župan
- Višeslav, slawischer Fürst
- Visetti, Alberto Antonio (1846–1928), italienischer Pianist, Komponist und Gesangspädagoge
- Viseur, Gus (1915–1974), belgischer Musette-Akkordeonist
- Viseur, Raimund le (1937–2015), deutscher Journalist und Autor
- Viseux, Claude (1927–2008), französischer Maler, Bildhauer und Grafiker
- Viseux, Yvonne (1927–2018), französisches Model

### Visg
- Visgitis, Eric (* 1998), US-amerikanischer Volleyballspieler
- Visgitis, Luke (* 1998), US-amerikanischer Volleyballspieler

### Vish
- Vishaj, Butrint (* 1987), österreichischer Fußballspieler
- Vishi, Lirik (* 2001), Schweizer Fussballspieler
- Vishik, Mark (1921–2012), sowjetischer Mathematiker
- Vishniac, Roman (1897–1990), US-amerikanischer Fotograf
- Vishniac, Wolf V. (1922–1973), US-amerikanischer Mikrobiologe
- Vishniou, Zmicier (* 1973), belarussischer Schriftsteller und bildender Künstler
- Vishnu, Arun (* 1988), indischer Badmintonspieler
- Vishnudevananda (1927–1993), indischer Hatha- und Raja-Yogameister
- Vishnuvardhan (1950–2009), indischer Schauspieler
- Vishny, Robert (* 1959), US-amerikanischer Wirtschaftswissenschaftler und Mathematiker
- Vishwananda (* 1978), deutscher hinduistischer GuruVishwananda (* 1978)

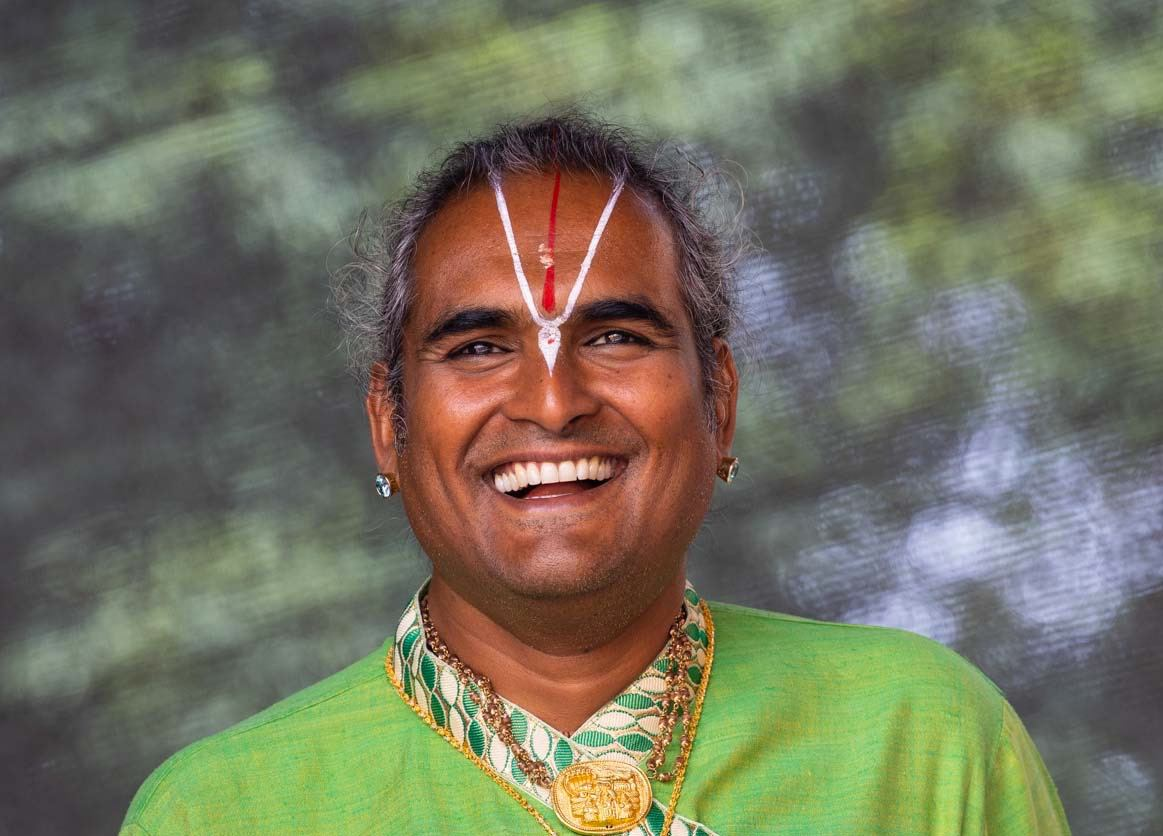
Vishwananda (* 1978)

### Visi
- Visi, Michel (1954–2007), vanuatuischer Geistlicher, Bischof von Port-Vila
- Visiani, Roberto de (1800–1878), kroatisch-italienischer Botaniker
- Visibelli, Giorgio, italienischer Jazzmusiker
- Visin, Giovanni (1806–1868), Kapitän und erster österreichischer Weltumsegler
- Visine, François (1922–1995), französischer NATO Beamter
- Visinelli, Rafael (* 1985), italienischer Cyclocrossfahrer
- Vising, Johan (1855–1942), schwedischer Romanist und Hochschulrektor
- Visini, Vittorio (* 1945), italienischer Geher
- Višinskis, Vigintas (* 1962), litauischer Jurist und Richter
- Visintainer, Wilhelm (* 1897), Kapo im Konzentrationslager Dachau
- Visintin, Bruno (1932–2015), italienischer Boxer
- Visintin, Luigi (1892–1958), italienischer Geograph und Kartograph
- Visintin, Omar (* 1989), italienischer Snowboarder
- Visintini, Franz (1874–1950), österreichischer Bauingenieur
- Visintini, Mario (1913–1941), italienischer Pilot im Zweiten Weltkrieg
- Visioli, Erminio, italienischer Motorradrennfahrer
- Visioli, Matteo (* 1966), italienischer römisch-katholischer Geistlicher und Kirchenrechtler
- Visit Donard (* 1991), thailändischer Fußballspieler
- Visitor, Nana (* 1957), US-amerikanische SchauspielerinNana Visitor (* 1957)

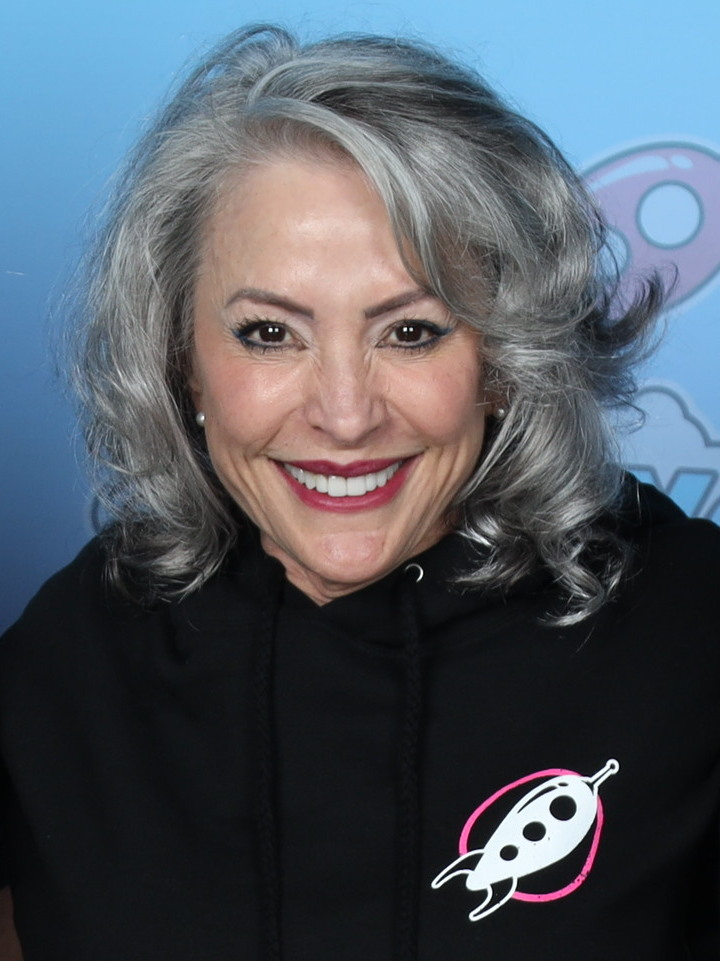
Nana Visitor (* 1957)

### Visk
- Viski, Erzsébet (* 1980), ungarische Kanutin
- Viski, János (1906–1961), ungarischer Komponist
- Viskocil, Joe (1952–2014), US-amerikanischer Spezialeffektkünstler
- Viskorf, Hermann-Ulrich (* 1950), deutscher Jurist, Vizepräsident des Bundesfinanzhofs
- Visković, Ivo (* 1949), serbischer Politologe und Diplomat
- Viskule, Heinrich IV. (1358–1439), Ratsherr und Bürgermeister von der Hansestadt Lüneburg
- Viskup, Anton (* 1953), slowakischer Komponist, Kontrabassist und Musikdramaturg

### Vism
- Vismane, Daniela (* 2000), lettische Tennisspielerin
- Vismann, Cornelia (1961–2010), deutsche Rechtshistorikerin, Medientheoretikerin und Philosophin
- Vismar, Nikolaus (1592–1651), deutscher lutherischer Theologe, Hofprediger und Superintendent
- Vismara, Giacomo (* 1951), italienischer Rallye-Raid-Fahrer
- Vismara, Giorgio (* 1965), italienischer Judoka
- Vismara, Lorenzo (* 1975), italienischer Schwimmer
- Vismaya, V. K. (* 1997), indische Sprinterin

### Visn
- Višňa, Florián (* 2007), tschechischer Fußballspieler
- Višņakovs, Aleksejs (* 1984), lettischer Fußballspieler
- Višņakovs, Eduards (* 1990), lettischer Fußballspieler
- Visnapuu, Henrik (1890–1951), estnischer Lyriker
- Višnar, Katja (* 1984), slowenische Skilangläuferin
- Visnes, Tom Cato (* 1974), norwegischer BassistTom Cato Visnes (* 1974)

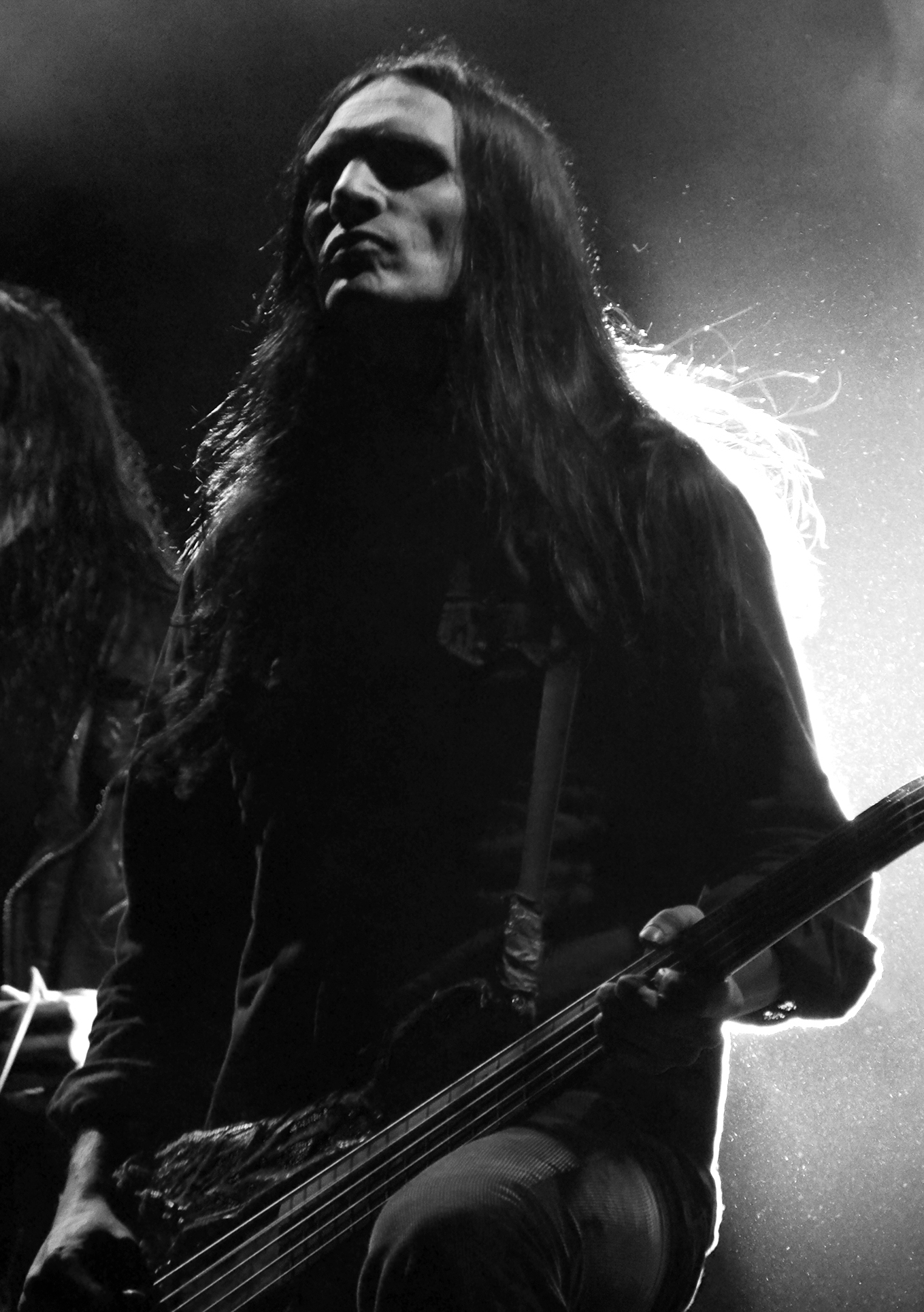
Tom Cato Visnes (* 1974)

- Vișnevscaia, Ecaterina (* 1999), russische Tennisspielerin
- Vișniec, Matei (* 1956), rumänischstämmiger französischer Autor und Journalist
- Višnjić, Biserka (* 1953), kroatische Handballspielerin
- Višnjić, Filip (1767–1834), serbischer Poet
- Višnjić, Goran (* 1972), kroatischer SchauspielerGoran Višnjić (* 1972)

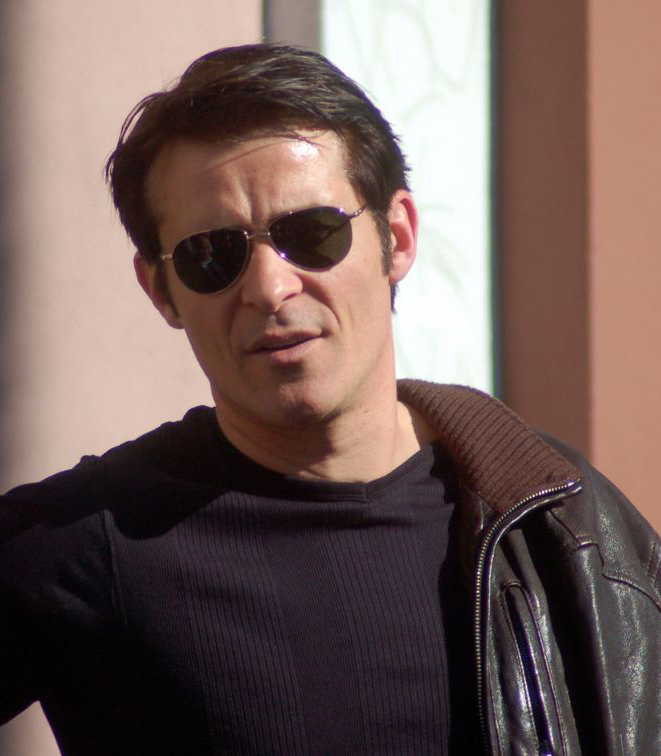
Goran Višnjić (* 1972)

- Višňovský, Ľubomír (* 1976), slowakischer Eishockeyspieler

### Viso
- Viso, E. J. (* 1985), venezolanischer Automobilrennfahrer
- Visočanska, Sanda (* 1992), lettische Volleyball- und Beachvolleyballspielerin
- Visockas, Algimantas (* 1987), litauischer Eishockeyspieler
- Visockas, Artūras (* 1968), litauischer Politiker, Bürgermeister von Šiauliai
- Visockas, Paulius (* 1975), litauischer Politiker
- Visockis, Antanas (* 1941), litauischer Maler, Aquarellist und Kunstpädagoge, Professor
- Visockytė, Ramunė (* 1967), litauische Journalistin und Politikerin
- Vișoiu, Robert (* 1996), rumänischer Automobilrennfahrer
- Visokavičienė, Birutė Teodora (* 1946), litauische Politikerin
- Visone, Christoph (* 1986), deutscher Schauspieler, Komiker und Journalist
- Visor, Carrington (* 1934), US-amerikanischer Jazzmusiker
- Vișovan, Aurelia (* 1990), rumänische Pianistin und Cembalistin

### Visp
- Vispré, François-Xavier (1725–1792), französisch-englischer Pastellmaler und Grafiker

### Viss
- Vissa, Sintayehu (* 1996), italienische Mittelstreckenläuferin
- Vissaula, Karl (1823–1875), Schweizer Politiker
- Visscher van Gaasbeek, Gustav Adolf (1859–1911), niederländischer Architekt
- Visscher, Anna Roemers (1583–1651), niederländische Gelehrte, Humanistin und Künstlerin
- Visscher, Anton De (1896–1981), deutscher Kommunalpolitiker
- Visscher, Claes Janszoon (1587–1652), niederländischer Kartograf und Verleger
- Visscher, Cornelis (* 1629), niederländischer Kupferstecher
- Visscher, Ed († 1999), US-amerikanischer Basketballtrainer
- Visscher, Fernand De (1885–1964), belgischer Rechtshistoriker und Professor für römisches Recht
- Visscher, Hugo (1864–1947), niederländischer Kirchenhistoriker, reformierter Theologe und Politiker
- Visscher, Lodewijk Gerard (1797–1859), niederländischer Literaturwissenschaftler und Historiker
- Visscher, Maria Tesselschade (1594–1649), niederländische Dichterin und Kupferstecherin
- Visscher, Nico (1933–2021), niederländischer Karikaturist
- Visscher, Nicolaes I (1618–1679), Kartograf, Verleger
- Visscher, Paul de (1916–1996), belgischer Jurist im Bereich des Völkerrechts
- Visscher, Roemer (1547–1620), holländischer Dichter von Epigrammen, Sonetten, Schwänken und Gedichten
- Visscher, Stéphanie (* 2000), niederländische Tennisspielerin
- Visse, Dominique (* 1955), französischer Opernsänger (Countertenor)
- Visser ’t Hooft, Haas (1905–1977), niederländischer Hockeyspieler
- Visser ’t Hooft, Willem Adolf (1900–1985), niederländischer reformierter Theologe, ökumenische Persönlichkeit
- Visser, Ad (* 1947), niederländischer Fernsehmoderator und Künstler
- Visser, Adrie (* 1983), niederländische Radrennfahrerin
- Visser, Andries Gerhardus (1878–1929), südafrikanischer Dichter und Arzt
- Visser, Angela (* 1966), niederländische Schönheitskönigin und Schauspielerin
- Visser, Atie (1914–2014), niederländische Widerstandskämpferin während des Zweiten Weltkriegs
- Visser, Barbara (* 1977), niederländische Politikerin (VVD)
- Visser, Beitske (* 1995), niederländische AutomobilrennfahrerinBeitske Visser (* 1995)

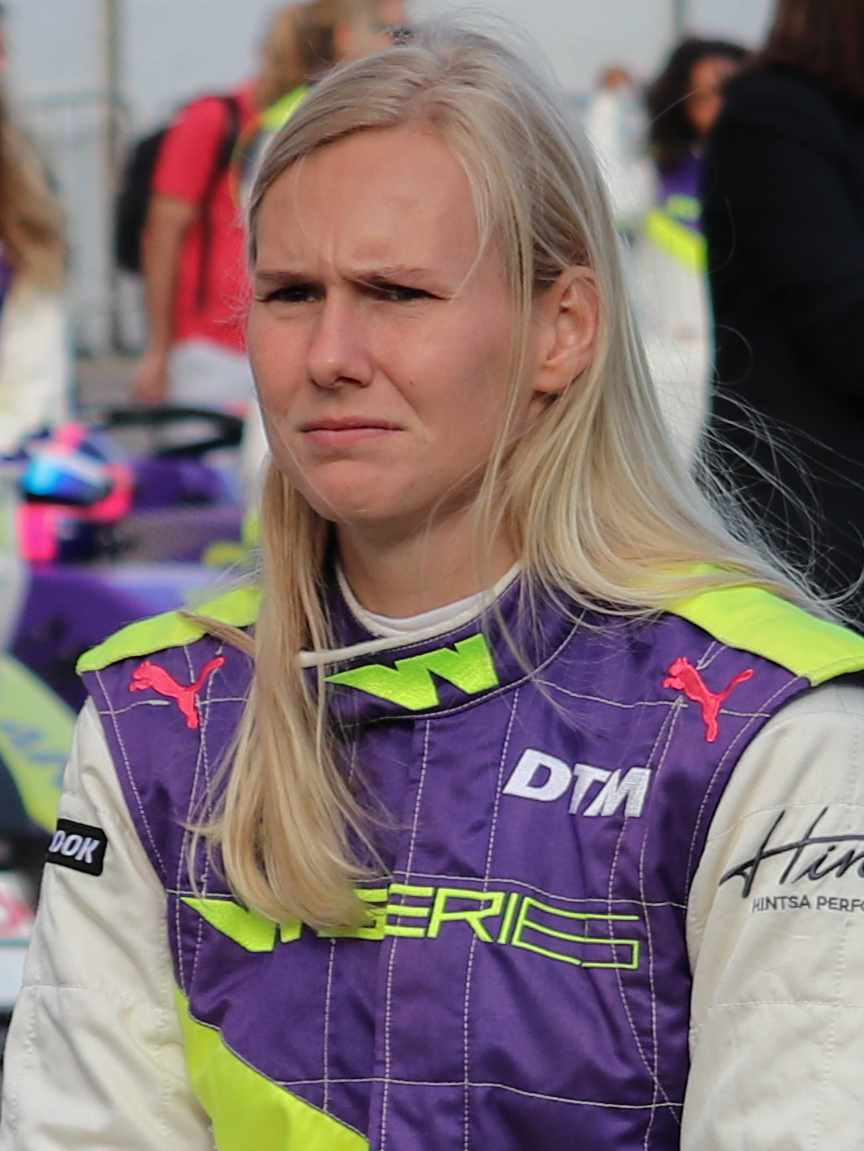
Beitske Visser (* 1995)

- Visser, Carel (1928–2015), niederländischer Bildhauer
- Visser, Christia (* 1992), südafrikanische Theater- und Filmschauspielerin, Sängerin und Tänzerin
- Visser, Danie (* 1961), südafrikanischer Tennisspieler
- Visser, Dennis (* 1995), niederländischer Shorttracker
- Visser, Dionne (* 1996), niederländische Handballspielerin
- Visser, Edzard (* 1954), deutscher Altphilologe und Gymnasiallehrer
- Visser, Elizabeth (1908–1987), niederländische Althistorikerin und Hochschullehrerin
- Visser, Els (* 1990), niederländische Triathletin
- Visser, Erika (1919–2007), niederländische Malerin
- Visser, Esmee (* 1996), niederländische Eisschnellläuferin
- Visser, Frank (* 1958), niederländischer Autor, Theosoph und Religionspsychologe
- Visser, Guido (* 1970), kanadischer Skilangläufer
- Visser, Guillaume (1880–1952), belgischer Ruderer
- Visser, Henk (1932–2015), niederländischer Leichtathlet
- Visser, Ingrid (* 1966), neuseeländische MeeresbiologinIngrid Visser (* 1966)

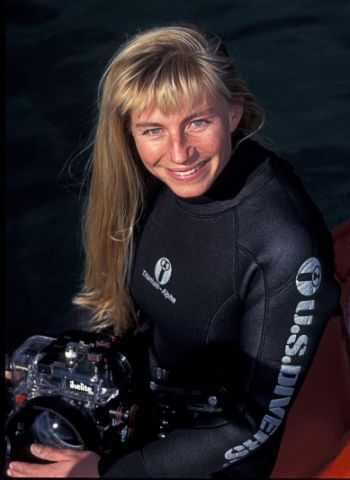
Ingrid Visser (* 1966)

- Visser, Ingrid (1977–2013), niederländische Volleyballspielerin
- Visser, Jan de (* 1968), niederländischer Fußballspieler
- Visser, Johannes Theodoor de (1857–1932), niederländischer Politiker, Geistlicher und Journalist
- Visser, Kyle (* 1985), US-amerikanischer Basketballspieler
- Visser, Lawrence (* 1989), belgischer Fußballschiedsrichter
- Visser, Leo (* 1966), niederländischer Eisschnellläufer
- Visser, Lieuwe (1940–2014), niederländischer Opernsänger (Bassbariton)
- Visser, Lodewijk Ernst (1871–1942), niederländischer Jurist
- Visser, Marijcke (1915–1999), niederländische Bildhauerin und Goldschmiedin
- Visser, Marinus Willem de (1875–1930), niederländischer Japanologe und Sinologe
- Visser, Maura (* 1985), niederländische Handballspielerin
- Visser, Maurits (* 1995), niederländischer Hockeyspieler
- Visser, Nadine (* 1995), niederländische LeichtathletinNadine Visser (* 1995)

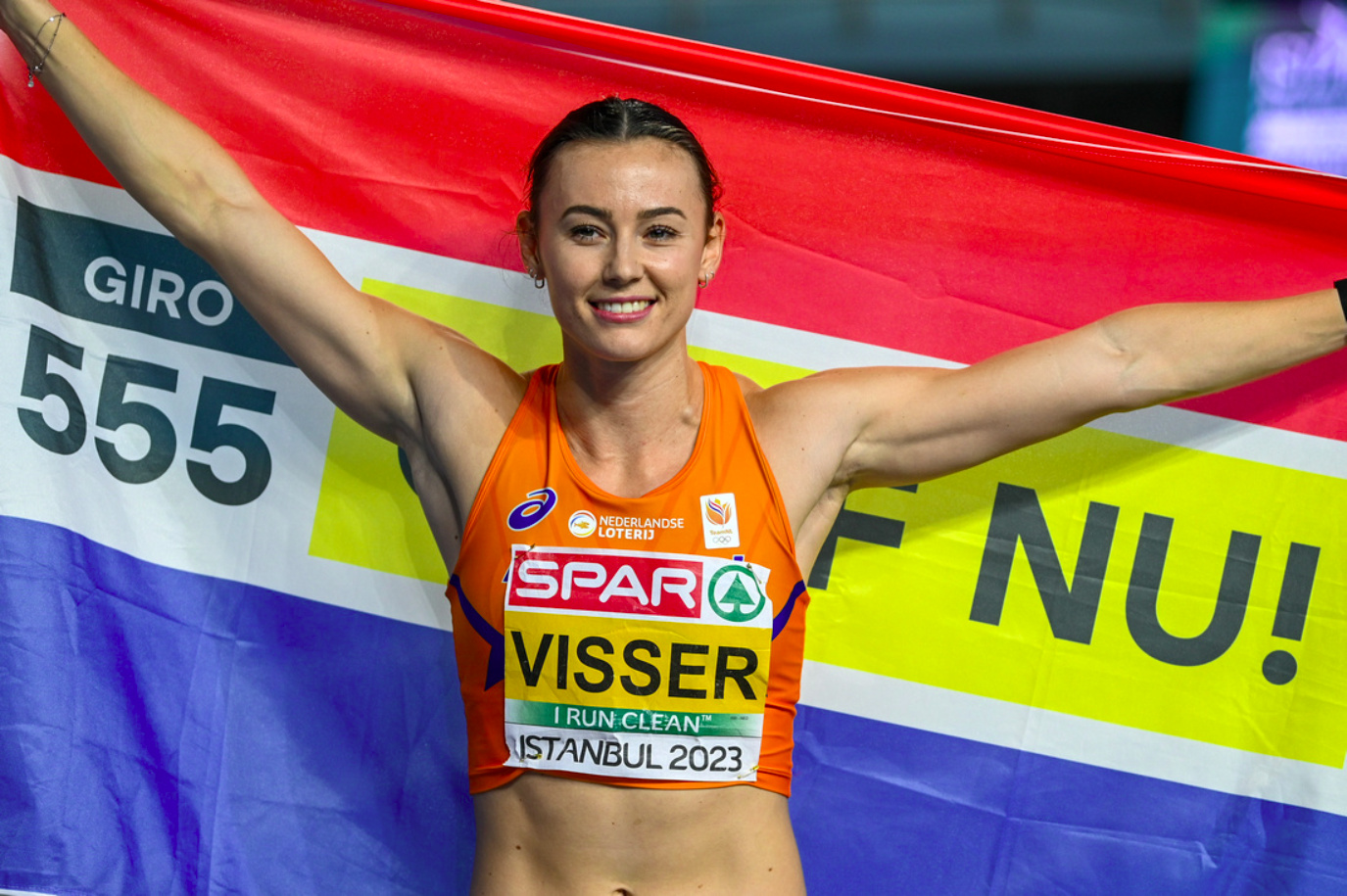
Nadine Visser (* 1995)

- Visser, Norbert (1919–2003), niederländischer Musiker und Musikinstrumentenbauer
- Visser, Paul († 1888), Nama-Kaptein
- Visser, Piet de (* 1934), niederländischer Fußballtrainer und Scout
- Visser, Reidar (* 1971), norwegischer Historiker und Nahost-Experte
- Visser, Ria (* 1961), niederländische Eisschnellläuferin
- Visser, Robert (1860–1937), deutscher Unternehmer, Landwirt und Sammler völkerkundlicher Objekte
- Visser, Ruben (* 1989), niederländischer Pokerspieler
- Visser, Sander (* 1999), niederländischer Handballspieler
- Visser, Sim (1908–1983), niederländischer Politiker
- Visser, Susan (* 1965), niederländische Schauspielerin
- Visser, Werner (* 1998), südafrikanischer Diskuswerfer
- Visser, Yge (* 1963), niederländischer Schachspieler
- Visser, Yolandi, südafrikanische Musikerin, Rapperin und SchauspielerinYolandi Visser

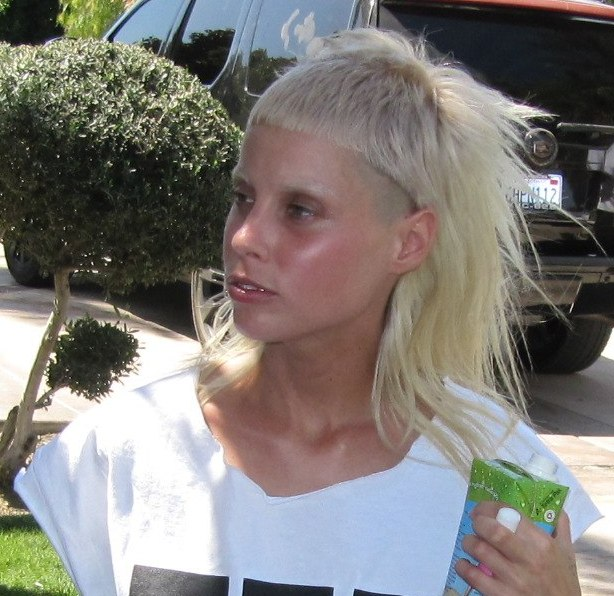
Yolandi Visser

- Visser, Yvonne (* 1965), kanadische Biathletin und Biathlontrainerin
- Visser, Zarck (* 1989), südafrikanischer Weitspringer
- Vissering, Friedrich (1826–1885), deutscher Landwirt und Politiker (NLP), MdR
- Vissering, Simon (1818–1888), holländischer Nationalökonom und Statistiker
- Visserman, Eeltje (1922–1978), niederländischer Schachkomponist
- Vissers, Edward (1912–1994), belgischer Radrennfahrer
- Vissers, Job (* 1984), niederländischer Radrennfahrer
- Vissers, Joseph (1928–2006), belgischer Boxer
- Vissers, Raymond (* 1973), niederländischer Fußballtorhüter und Torwarttrainer
- Vissewalde, König bzw. Fürst von Jersika
- Vissi, Anna (* 1957), griechisch-zypriotische SängerinAnna Vissi (* 1957)

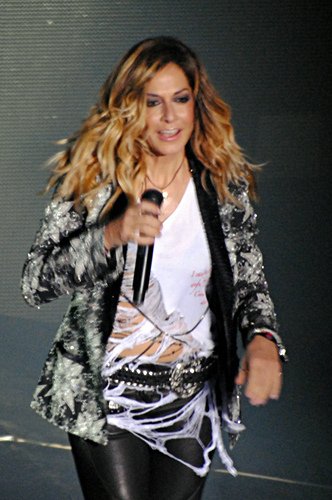
Anna Vissi (* 1957)

- Vissi, Lia (* 1955), zyprische Sängerin
- Vissières, Charles (1880–1960), französischer Schauspieler
- Vissoker, Yitzchak (* 1944), israelischer Fußballtorhüter
- Vissotto Neves, Leandro (* 1983), brasilianischer Volleyballspieler

### Vist
- Vistaneckis, Isakas (1910–2000), litauisch-israelischer Schachspieler
- Vistarini, Lodovico († 1556), italienischer Condottiere
- Vistel, Jorge (* 1982), kubanischer Jazzmusiker (Trompete, Komposition)
- Vistel, Maikel (* 1983), kubanischer Jazzmusiker (Tenorsaxophon, Komposition)
- Vištica, Andrej (* 1983), kroatischer Triathlet
- Vistilius, Sextus († 32), römischer Politiker und Praetor
- Vistisen, Anders Primdahl (* 1987), dänischer Politiker (Dansk Folkeparti), MdEP
- Vistisen, Holger (1932–2007), dänischer Schauspieler
- Vistorop, Filip (* 1998), kroatischer Handballspieler
- Vıstropova, Yelena (* 1988), aserbaidschanische Boxerin

### Visu
- Visu (* 1995), Schweizer Rapper und Moderator
- Visulanius Crescens, Titus, römischer Offizier (Kaiserzeit)
- Visunharat Thipath (1465–1520), König von Lan Chang
- Visuvasam, Manuel (1916–1979), indischer Geistlicher, Bischof von Coimbatore

### Visv
- Višváder, František (1934–2024), slowakischer Schriftsteller, Historiker und Journalist
- Visvesvaraya, M. (1861–1962), indischer Bau- und Wasserbau-Ingenieur
- Visvizi, Domna (1783–1850), griechische Freiheitskämpferin

### Visw
- Viswanathan, Gauri (* 1950), indische Literaturwissenschaftlerin
- Viswanathan, Geraldine (* 1995), australische SchauspielerinGeraldine Viswanathan (* 1995)

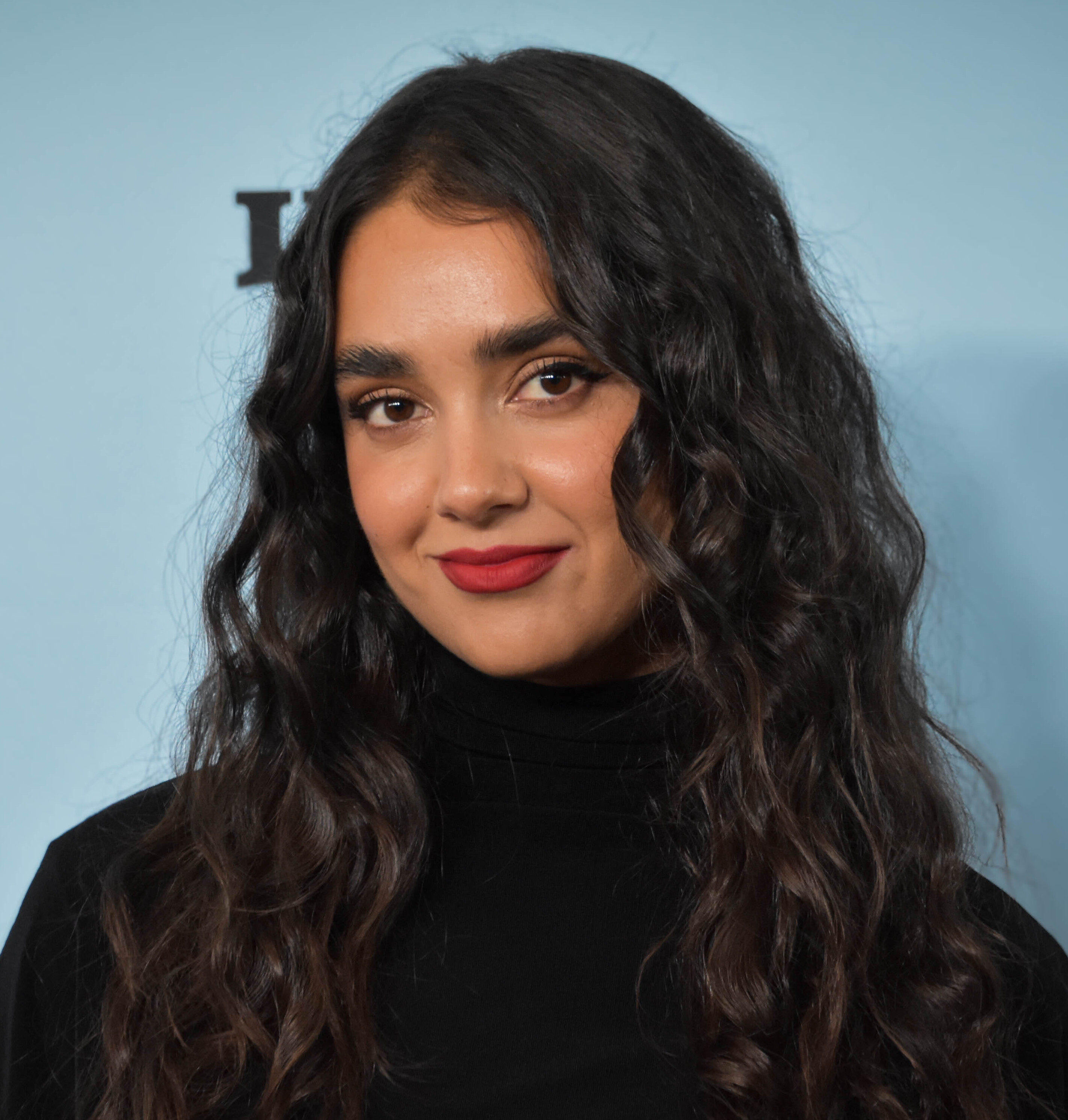
Geraldine Viswanathan (* 1995)

- Viswanathan, N. (1929–2010), indischer Hochschullehrer und Schauspieler
- Viswanathan, V. (1909–1987), indischer Politiker, Gouverneur von Kerala

### Visy
- Visy, Norbert (* 1983), österreichischer Handballspieler
- Visy, Zsolt (* 1944), ungarischer provinzialrömischer Archäologe

### Visz
- Viszánik, Michael von (1792–1872), österreichischer Mediziner